# Alakamisy Ambohimaha
Alakamisy Ambohimaha (ou Matsiatra Ambony) est une commune rurale malgache située dans la partie nord-est de la région de la Haute Matsiatra. Elle fait partie de la province de Fianarantsoa.

## Géographie
La commune se trouve à 25 km au nord de la ville de Fianarantsoa, sur la route nationale no 7.